# Conjuntiva
A  conjuntiva  de ou túnica conjuntiva é uma membrana mucosa presente nos olhos dos vertebrados que reveste a parte interna da pálpebra e a superfície exposta da córnea, revestindo igualmente a parte posterior da pálpebra que se prolonga para trás para recobrir a esclera.
A conjuntiva ajuda a proteger o olho de corpos estranhos e infecções.

## Função
A conjuntiva ajuda a lubrificar o olho através da produção de muco e de lágrimas, embora em volume menor do que as lágrimas da glândula lacrimal. Contribui também para a vigilância imunitária e ajuda a impedir a entrada de micróbios dentro do olho.

## Anatomia
A conjuntiva é normalmente dividida em três partes:
| Parte                          | Área |
| ------------------------------ | --- |
| Conjuntiva palpebral ou tarsal | Linhas das pálpebras. |
| Conjuntiva bulbar ou ocular    | Cobre o globo ocular, sobre a esclera anterior. Esta região da conjuntiva está fortemente ligada à esclera subjacente pela cápsula de Tenon e move-se com os movimentos do globo ocular. |
| Fórnix conjuntival             | Forma a junção entre a conjuntiva bulbar e palpebral. Está solta e flexível, permitindo a livre circulação das pálpebras e do globo ocular.                                              |